# 소요동
소요동(逍遙洞)은 대한민국 경기도 동두천시에 최북단에 있는 동이다. 연천군과 포천시와 경계를 접하고 있다.

## 개요
소요동은 동두천시 북단에 위치하고 시청에서 1km 떨어져 있으며, 소요산이 위치한 지역으로 동두천시 보산동 및 포천시 신북면과 접하고 있다. 시 전체 면적의 32.7 %인 31km2로 주로 주거지역과 농지지역으로 이루어져 있고 동두천지방산업단지, 상봉암지방산업단지가 입주하여 공업지역도 분포되어 있다. 국도 제3호선이 관통하는 동두천시의 관문으로서 자연녹지 등 개발 제한지역이 상당 부분을 차지하고 있으나, 경원선 전철 개통 등으로 지속적인 인구유입이 예상되고 있다.

## 법정동
- 동두천동
- 안흥동
- 상봉암동
- 하봉암동

## 교육
- 소요초등학교
- 동보초등학교
- 신흥중학교
- 신흥고등학교

## 교통
- 동두천역
- 소요산역